# Bruno Pellegrino
Bruno Pellegrino (Amorosi, 12 marzo 1946) è un politico, giornalista e scrittore italiano.

## Biografia
Già segretario cittadino del PSI di Cinisello Balsamo e consigliere comunale a Milano. Presidente del Comitato per i servizi radiotelevisivi della Lombardia nel 1975. Dal 1975 al 1990 è stato segretario generale del Club Turati di Milano. È stato poi senatore nella X legislatura, subentrando al posto del dimissionario Giovanni Beniamino Valcavi nel giugno 1991 e restando in carica fino alla primavera 1992. 
Autore di numerosi saggi e articoli sulla politica e le comunicazioni di massa. Insieme a Walter Tobagi fondò la Lega per la libertà dell'informazione nel 1978. Ha diretto la casa editrice Adnkronos Libri dal 1993 al 1997. 
Ha fatto parte del CdA della RAI, sotto la Presidenza di Enrico Manca. 
Dagli inizi degli anni Duemila si dedica pienamente alla pittura e alla scultura. 

## Opere
- Nello stato spettacolo (Guanda, 1981)
- L'Europa e l’industria dell’immaginario (Aesse libri, 1988)
- Rai S.p.A:. Una holding della comunicazione per la terza fase del sistema audiovisivo italiano (Il Sole 24ore Editore, 1992)
- L'eresia riformista. La cultura socialista ai tempi di Craxi (Guerino e Associati, 2011)
- Il Filantropo.  Prospero Moisè Loria e la Società Umanitaria (Minerva Edizioni,2014)